# Antoine Fauchery
Antoine Fauchery, né le 15 novembre 1823 à Paris et mort le 27 avril 1861 à Yokohama, est un écrivain et photographe français.

## Biographie
Fils de Julien Fauchery, employé, et de Sophie Gilberte Soret, son épouse, Antoine Fauchery naît à Paris en 1823.

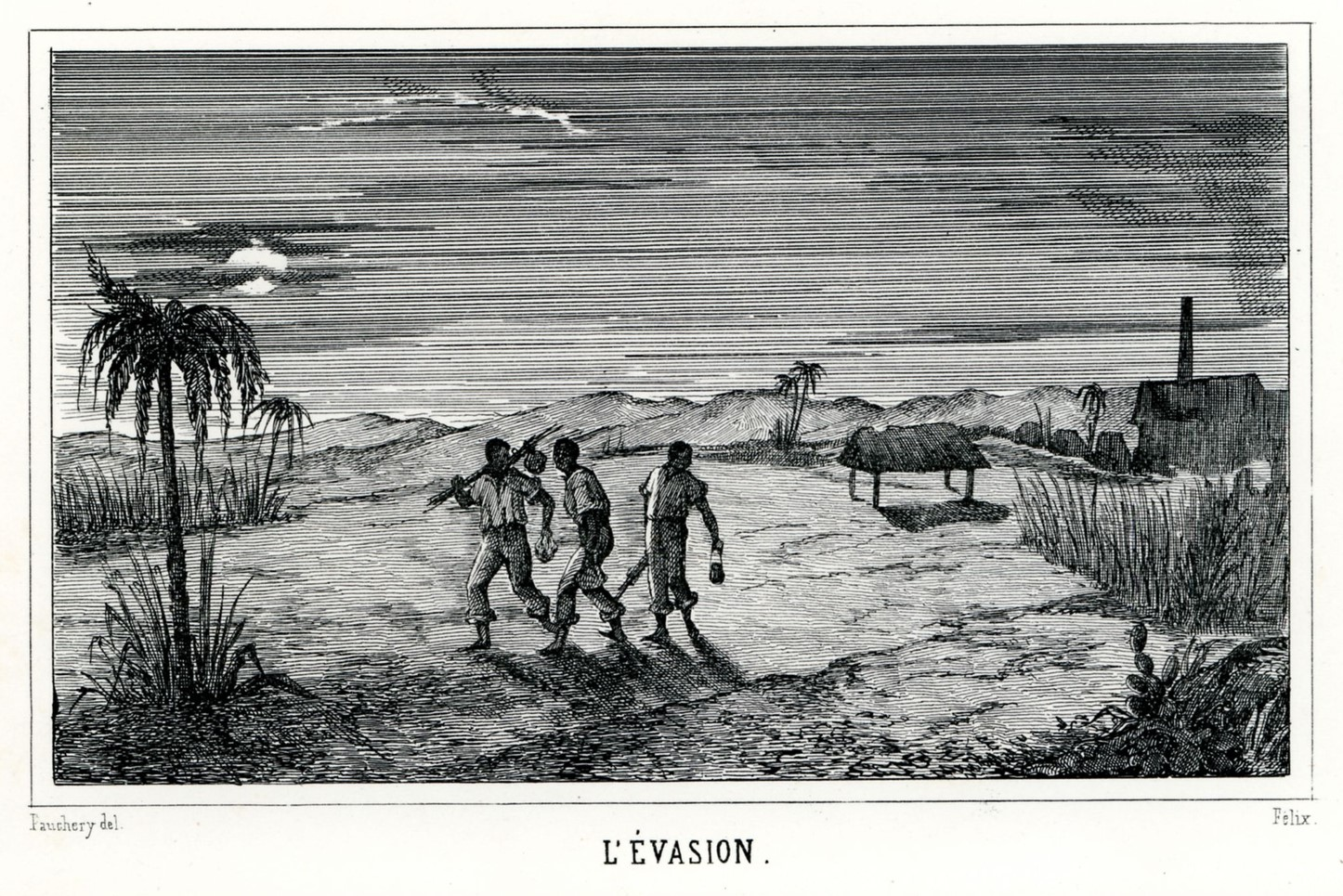
Esclaves marrons à La Réunion, illustration dessinée par Fauchery pour le livre Les Marrons de Louis Timagène Houat.

Écrivain fidèle aux idéaux républicains, peintre et graveur dans sa jeunesse, Fauchery s'intéresse à la photographie dès 1848, année où il rencontre Nadar et doit partir lutter en Pologne. Mais il est en réalité emprisonné quelque temps à Magdebourg.
À partir de 1852, Fauchery se lance dans des voyages au long cours vers l'Australie, l'Inde et la Chine. Il ouvre un studio photographique à Melbourne en 1858.
Il part en Chine en 1860 comme photographe pour couvrir la seconde guerre de l'opium, dans le cadre de l'expédition franco-anglaise, et meurt de la dysenterie le 27 avril 1861.

## Publication
- Lettre d'un mineur en Australie, 1857